# Mops mops
Mops mops là một loài động vật có vú trong họ Dơi thò đuôi, bộ Dơi. Loài này được de Blainville mô tả năm 1840.